# Kommende Weddingen
Die Kommende Weddingen war eine Niederlassung des Deutschen Ordens im Stadtteil Weddingen  der Stadt Goslar im niedersächsischen Landkreis Goslar.

## Geschichte
Der Ursprung der späteren Kommende liegt sehr wahrscheinlich in einem Gut, das Kaiser Heinrich III. im Jahr 1053 dem Bistum Hildesheim schenkte. Der Bischof belehnte die Grafen von Wohldenberg mit dem Besitz. Diese erbauten höchstwahrscheinlich die erste Wasserburg. Das 1206 erstmals erwähnte Geschlecht der Herren von Weddingen stellte wahrscheinlich die dortigen Burgvögte. 
1287 bildeten Schenkungen der Wohldenberger den Grundstock für den Besitz des Deutschen Ordens in Weddingen, der in den Folgejahren durch weitere Schenkungen und Güterankauf ständig vergrößert wurde. Vor 1501 verlegte der Orden seine der Ballei Sachsen zugehörige Goslarer Kommende endgültig nach Weddingen. Um 1590 war die Blütezeit der Kommende unter dem Komtur Gebhard von Hohenrode. 1625 wurde sie im Dreißigjährigen Krieg durch Wallensteins Truppen geplündert. Im 17. Jahrhundert verlor der Orden an Bedeutung, der Komturhof wurde verpachtet. Mit der Säkularisation ging er 1802 zunächst an Preußen und 1807 an das Königreich Westphalen. Von diesem wurde er an den jüdischen Kaufmann und Reformer Israel Jacobson verkauft. Als 1815 das Hochstift Hildesheim an das Königreich Hannover kam, musste Jacobson den Hof an die Regierung abtreten, da Juden im Königreich keine Grundeigentümer sein durften. Der Hof wurde nun zur Staatsdomäne.

## Beschreibung
Das Aussehen der mittelalterlichen Burg ist nicht überliefert. Das heute zweiflügelige Hauptgebäude aus Fachwerk war ursprünglich eine Vierflügelanlage, Nord- und Westtrakt sind abgerissen worden. Der Ostflügel stammt aus dem Jahr 1590 mit einem Anbau von 1617. 1925/26 wurde er unter Schonung des alten Bestandes um- bzw. neugebaut. Der Südflügel wurde im beginnenden 17. Jahrhundert errichtet. Der umgebende Wassergraben ist heute größtenteils zugeschüttet. Die Domänengebäude im Osten markieren den Bereich der Vorburg, zum Teil stammen die Gebäude noch aus dem 18. Jahrhundert.